# ABBA Live at Wembley Arena
ABBA Live at Wembley Arena ist ein Livealbum von Liveaufnahmen der schwedischen Popband ABBA, veröffentlicht am 29. September 2014 als CD-/LP-Set und als Download bei Polar Music.
Das Album wurde von Ludvig Andersson produziert und beinhaltet das komplette Konzert in der Londoner Wembley Arena (heute: The SSE Arena, Wembley) vom 10. November 1979, das letzte der sechs Konzerte in der Arena.
Viele ABBA-Hits der ersten acht Jahre sind auf dem Album zu finden. Außerdem wurde das zuvor nie veröffentlichte I'm Still Alive, geschrieben und gesungen von Agnetha Fältskog, Text von Björn Ulvaeus, ebenfalls auf dem Album veröffentlicht.

## Überblick
ABBA spielt in der Wembley Arena vom 5. November 1979 bis zum 10. November 1979, im Rahmen ihrer Nordamerika- und Europa-Tour von 1979, 6 Konzerte. Die Tour trägt den Titel: ABBA: The Tour.
Viele Songs der Wembley-Konzerte wurden für ein TV-Special namens ABBA in Concert gefilmt, das 1980 ausgestrahlt wurde. Der Song The Way Old Friends Do, als Zugabe bei den Konzerten gespielt, wurde später Teil des Albums Super Trouper, wo es den Schluss bildet. Songs der Wembley-Konzerte sind ebenfalls auf dem 1986 erschienenen Album ABBA Live zu finden, wurden allerdings im Studio von dem Produzenten Michael B. Tretow neu gemischt. Die BBC ließ eine eigene Version des Konzerts produzieren und zeigte den Ein-Stunden-Mitschnitt zu Weihnachten 1979. Dieses Special ist als Bootleg als ABBA – Live In London im Umlauf.
In einem Interview im Dezember 2013, gab der ABBA-Songwriter und Pianist Benny Andersson bekannt, dass das Album genau so wie es war 2014, als Teil des 40-jährigen Jubiläums der Band veröffentlicht werde.
Andersson erwähnte, dass sein Sohn Ludvig Stunden von Aufnahmen sichtete, um das richtige Material zu finden. Es war Ludvig, der entschied, dass das Konzert vom 10. November 1979 als Album erscheinen werde. Diese Entscheidung wurden von allen ABBA-Mitgliedern abgesegnet.
Am 9. Juni 2014 wurde auf der offiziellen Facebook-Seite von ABBA und auf dem Instagram-Benutzerkonto bekanntgegeben, dass das Album am 29. September 2014 veröffentlicht werde. Am 10. Juni 2014 wurde die Songliste veröffentlicht.
Das Album beinhaltet nicht den Song Not Bad At All, gespielt auf Tour von Background-Sängern und des schwedischen Popsängers Tomas Ledin.

## Songliste
Alle Songs sind von Benny Andersson & Björn Ulvaeus komponiert und geschrieben worden, Ausnahmen sind angegeben.

### Disc 1
1. Gammal fäbodpsalm (trad., arr. O. Lindberg/B. Andersson)
2. Voulez-Vous
3. If It Wasn’t for the Nights
4. As Good as New
5. Knowing Me, Knowing You (geschrieben von B. Andersson, S. Anderson, B. Ulvaeus)
6. Rock Me
7. Chiquitita
8. Money, Money, Money
9. I Have a Dream
10. Gimme! Gimme! Gimme! (A Man After Midnight)
11. SOS (geschrieben von B. Andersson, S. Anderson, B. Ulvaeus)
12. Fernando (geschrieben von B. Andersson, S. Anderson, B. Ulvaeus)

### Disc 2
1. The Name of the Game (geschrieben von B. Andersson, S. Anderson, B. Ulvaeus)
2. Eagle
3. Thank You for the Music
4. Why Did It Have to Be Me
5. Intermezzo No. 1
6. I’m Still Alive (geschrieben von A. Fältskog, B. Ulvaeus)
7. Summer Night City
8. Take a Chance on Me
9. Does Your Mother Know
10. Hole In Your Soul
11. The Way Old Friends Do
12. Dancing Queen (geschrieben von B. Andersson, S. Anderson, B. Ulvaeus)
13. Waterloo (geschrieben von B. Andersson, S. Anderson, B. Ulvaeus)

## Kommerzieller Erfolg

### Chartplatzierungen
| ChartsChartplatzierungen     | Höchstplatzierung | Wochen |
| ---------------------------- | ----------------- | ------ |
| Deutschland (GfK)            | 9 (4 Wo.)         | 4      |
| Österreich (Ö3)              | 9 (3 Wo.)         | 3      |
| Schweden (GLF)               | 15 (3 Wo.)        | 3      |
| Schweiz (IFPI)               | 10 (11 Wo.)       | 11     |
| Vereinigtes Königreich (OCC) | 30 (1 Wo.)        | 1      |

### Auszeichnungen für Musikverkäufe
| Land/Region     | Auszeichnungen für Musikverkäufe (Land/Region, Auszeichnung, Verkäufe) | Verkäufe |
| --------------- | ---------------------------------------------------------------------- | -------- |
| Schweden (IFPI) | Platin                                                                 | 40.000   |
| Insgesamt       | 1× Platin ·                                                            | 40.000   |

Hauptartikel: ABBA/Auszeichnungen für Musikverkäufe